# Callicore eunomia
Callicore eunomia  es una especie de lepidóptero perteneciente a la familia Nymphalidae. Es originario de Sudamérica, donde se distribuye por  Ecuador y Perú.